# Opere di John Keats

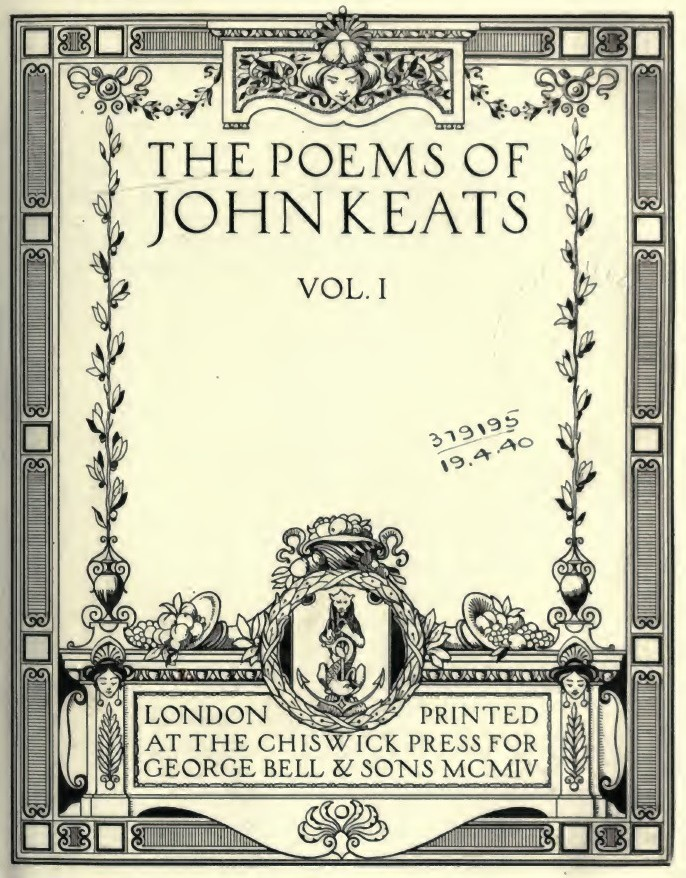
Frontespizio del volume The Poems of John Keats - vol. 1 (1904)

Questa voce fornisce la bibliografia completa del poeta romantico britannico John Keats.

## Poemi
| Titolo originale                                                                   | Titolo italiano                                           | Anno | Note | Immagini manoscritto |
| ---------------------------------------------------------------------------------- | --------------------------------------------------------- | ---- | --- | -------------------- |
| Endymion: A Poetic Romance                                                         | Endimione                                                 | 1817 | Poema in versi (distico eroico) basato sul mito greco di Endimione. Pubblicato per la prima volta nel 1818 in 4 volumi. |                      |
| Hyperion                                                                           | Iperione                                                  | 1818 | Poema epico in versi sciolti (scritto in uno stile - il blank verse - di influenza miltoniana) basato sul mito greco della titanomachia, ovvero la ribellione di Zeus e dei suoi fratelli contro i loro creatori (i Titani) per spodestarli dall'Olimpo. Composto tra la fine del 1818 e la primavera del 1819, il poema rimase incompiuto. Keats ne tenterà una ristesura in The Fall of Hyperion: A Dream (La caduta di Iperione. Un sogno), ma anch'esso è rimasto incompiuto. Pubblicato per la prima volta nel 1820. |                      |
| Isabella; or, The Pot of Basil: a Story from Boccaccio (testo in lingua originale) | Isabella o Il vaso di basilico                            | 1818 | Poemetto narrativo in versi (ottava rima) pubblicato per la prima volta nel 1820 e ispirato a una novella del Decameron di Giovanni Boccaccio (quarta giornata, quinta novella). Dal poema keatsiano è stato tratto un dipinto a olio su tela dal pittore preraffaellita William Holman Hunt, realizzato nel 1868 e conservato alla Laing Art Gallery di Newcastle upon Tyne. |                      |
| Lamia                                                                              | Lamia                                                     | 1819 | Poemetto narrativo in versi (distico eroico) diviso in due parti e incentrato sul mito greco di Lamia. Il poema trae ispirazione da un aneddoto del saggista inglese Robert Burton (vissuto a cavallo tra il '500 e il '600) narrato nel suo L'anatomia della malinconia. Pubblicato per la prima volta nel 1820. |                      |
| The Eve of St. Agnes (testo in lingua originale)                                   | La vigilia di Sant'Agnese                                 | 1819 | Poemetto narrativo in versi costituito da 42 strofe spenseriane e ambientato nel medioevo. Il poema fa riferimento a un'antica leggenda secondo cui la fanciulla che la sera della vigilia di Sant'Agnese (santa martire patrona delle vergini) rimanga a digiuno, sognerà quella stessa notte il futuro sposo. Pubblicato per la prima volta nel 1820. |                      |
| The Fall of Hyperion: A Dream                                                      | La caduta di Iperione. Un sogno                           | 1819 | Si tratta di una seconda stesura del precedente poema Hyperion (Iperione), questa volta ripulito dallo stile latinizzante miltoniano (caratterizzante la prima stesura) e preceduto da un lungo prologo. Anche questo poema è rimasto incompiuto. Pubblicato postumo nel 1856. |                      |
| The Cap And Bells; or, The Jealousies: a Faery Tale                                | Il berretto a sonagli; o Le gelosie: un racconto fiabesco | 1819 | Poema satirico rimasto incompiuto. Costituito da 88 stanze spenseriane, il poema ironizza sugli scandali a corte che all'epoca coinvolsero il sovrano inglese e la regina consorte. Il berretto a sonagli a cui si riferisce il titolo è il copricapo tipico del buffone di corte. Il poema è fra le ultime opere a cui Keats era riuscito a dedicarsi, seppur senza completarlo. Pubblicato postumo nel 1848. |                      |

## Poesie
| Titolo originale | Titolo italiano | Anno              | Note | Immagini manoscritto |
| --- | --- | ----------------- | --- | -------------------- |
| A Draught of Sunshine (conosciuta anche come Hence Burgundy, Claret, and Port)                                                                                                | Via da me Borgogna, Bordeaux e Porto (le pubblicazioni italiane riportano come titolo il primo verso della poesia)                       | 1818              | Scritta in una lettera indirizzata all'amico poeta John Hamilton Reynolds. Pubblicata per la prima volta nel 1848. |                      |
| A dream, after reading Dante's episode of Paolo and Francesca (testo in lingua originale) (conosciuta anche come As Hermes once took to his feathers light oppure On a Dream) | Come Hermes, una volta, sulle sue penne leggere volando (le pubblicazioni italiane riportano come titolo il primo verso della poesia)    | 1819              | Scritta dietro ispirazione del V canto dell'Inferno dantesco, qui le figure di Paolo e Francesca sono sostituite da Keats e Fanny Brawne. Pubblicata per la prima volta da Leigh Hunt su The Indicator il 28 giugno 1820, venne poi raccolta nell'edizione del 1848. |                      |
| A Galloway Song (conosciuta anche come Ah! Ken ye what I met the day) | Ah, sai chi ho incontrato un giorno (le pubblicazioni italiane riportano come titolo il primo verso della poesia)                        | 1818              | Vedi Ah! Ken ye what I met the day. |                      |
| A Party of Lovers (conosciuta anche come Pensive they sit, and roll their languid eyes)                                                                                       | Siedono melanconici (le pubblicazioni italiane riportano come titolo il primo verso della poesia)                                        | 1819              | Vedi Pensive they sit, and roll their languid eyes. |                      |
| A Prophecy - To George Keats in America (conosciuta anche come 'Tis the "witching time of night")                                                                             | Della notte è questa l'ora stregata (le pubblicazioni italiane riportano come titolo il primo verso della poesia)                        | 1818              | Ninna nanna scritta per il primo figlio di George Keats e della moglie Georgiana Augusta Wylie. Pubblicata per la prima volta nel 1848. |                      |
| A Song About Myself (testo in lingua originale) (conosciuta anche come There was a naughty boy)                                                                               | C'era una volta un monello (le pubblicazioni italiane riportano come titolo il primo verso della poesia)                                 | 1818              | Indirizzata a Fanny Brawne, e preceduta nella stessa lettera dall'ode Old Meg, she was a gipsey (conosciuta anche come Meg Merrilies), venne scritta durante il viaggio lungo il distretto dei laghi in Scozia (accompagnato dall'amico Charles Brown), qui mentre Keats attraversava il villaggio di Auchencairn per giungere a Kirkcudbright. Pubblicata per la prima volta nel 1883. |                      |
| A Song of Opposites (fragment) (conosciuta anche come Welcome joy, and welcome sorrow)                                                                                        | Sian benvenuti la gioia e il dolore (le pubblicazioni italiane riportano come titolo il primo verso della poesia)                        | 1818              | Come per il sonetto Where's the Poet? Show him! show him, anche questa ode contiene il fulcro della poetica keatsiana. Pubblicata per la prima volta nel 1848. |                      |
| Addressed to Haydon (testo in lingua originale) | A Haydon | 1816              | Indirizzata all'amico pittore Benjamin Haydon. Pubblicato per la prima volta nel 1817. |                      |
| Addressed to the Same (testo in lingua originale) | Allo stesso | 1816              | Scritta dopo una visita all'amico pittore Benjamin Haydon, e a lui indirizzata, il quale si consigliò di riscrivere il verso 13 del sonetto. Pubblicata per la prima volta nel 1817. |                      |
| After dark vapors have oppress'd our plains | Poi che oscuri vapori hanno per lunga stagione                                                                                           | 1817              | Pubblicata per la prima volta su The Examiner il 23 febbraio 1817, venne poi inserita nella raccolta del 1848. |                      |
| Ah! Ken ye what I met the day (conosciuta anche come A Galloway Song) | Ah, sai chi ho incontrato un giorno | 1818              | Poesia nonsense scritta a Ballantrae, durante il viaggio lungo il distretto dei laghi in Scozia (accompagnato dall'amico Charles Brown), durato dal 24 giugno all'8 agosto 1818. Pubblicata per la prima volta nel 1883. |                      |
| Ah! woe is me! poor silver-wing (conosciuta anche come Faery Song (II)) | Ah, me infelice! povera ala d'argento | 1818? 1819?       | Pubblicata per la prima volta su Plymouth and Devenport Weekly Journal il 18 ottobre 1838, venne poi raccolta nell'edizione del 1848. |                      |
| All gentle folks who owe a grudge (conosciuta anche come The Gadfly) | Tutti quelli che risentimento | 1818              | Pubblicata per la prima volta nel 1883. |                      |
| An Extempore (conosciuta anche come When they were come unto the Faery's court)                                                                                               | Quando giunsero al maniero delle fate (le pubblicazioni italiane riportano come titolo il primo verso della poesia)                      | 1819              | Vedi When they were come unto the Faery's court. |                      |
| And what is Love? - It is a doll dress'd up (fragment) (conosciuta anche come Modern love)                                                                                    | Cos'è oggi l'amore? - Una bambola vestita                                                                                                | 1818              | Pubblicata per la prima volta nel 1848. |                      |
| Apollo to the Graces | Apollo alle Grazie | 1818?             | Testo da mettere in musica per le sorelle Reynolds. Pubblicata per la prima volta su T.L.S. il 16 aprile 1914, venne poi raccolta nell'edizione del 1915. |                      |
| As from the darkening gloom a silver dove | Come dal cielo che s'annera una colomba                                                                                                  | 1814              | Scritta pochi giorni dopo la morte della nonna. Pubblicata per la prima volta nel 1876. |                      |
| As Hermes once took to his feathers light (testo in lingua originale) (conosciuto anche come A dream, after reading Dante's episode of Paolo and Francesca oppure On a Dream) | Come Hermes, una volta, sulle sue penne leggere volando                                                                                  | 1819              | Vedi A Dream After Reading Dante's Episode of Paolo and Francesca. |                      |
| Asleep! O sleep a little while, white pearl! (testo in lingua originale) | Dormi! dormi un poco, bianca perla | 1818              | Fa parte degli Extracts from an Opera (vedi). |                      |
| Bards of passion and of mirth (testo in lingua originale) (conosciuta anche come Ode)                                                                                         | Poeti della passione e della gioia | 1818              | Pubblicata per la prima volta nel 1820. |                      |
| Before he went to live with owls and bats | Prima d'esser con gufi e pipistrelli | 1817              | Forse una satira nei confronti della politica repressiva da parte del governo tory verso i suoi critici. Pubblicata per la prima volta su Literary Anecdotes of the Nineteenth Century nel 1896. |                      |
| Ben Nevis: A Dialogue (conosciuta anche come Upon my life, Sir Nevis, I am piqu'd)                                                                                            | Per tutti i diavoli, Sir Navis, sono irritata (le pubblicazioni italiane riportano come titolo il primo verso della poesia)              | 1818              | Vedi "Upon my life, Sir Nevis, I am piqu'd". |                      |
| Blue! - 'Tis the life of heaven - the domain | Azzurro! - è la vita del cielo - il regno                                                                                                | 1818              | Pubblicata per la prima volta nel 1848. |                      |
| Bright star, would I were steadfast as thou art (conosciuta anche come Written on a Blank Page of Shakespeare's Poems, facing a Lover's Complaint)                            | Stella lucente, foss'io come te costante                                                                                                 | 1819              | È tra i sonetti più studiati di Keats. Inizialmente datata al 1820, venne considerata a lungo come l'ultima poesia di Keats; poi nel 1917 venne recuperata una copia della poesia trascritta da Charles Brown e riportante la data del 1819. Pubblicata per la prima volta su Plymouth and Devenport Weekly Journal il 27 settembre 1838, venne poi raccolta nell'edizione del 1848. |                      |
| Calidore: A Fragment | Calidore: un frammento | 1816              | Pubblicata per la prima volta nel 1817. |                      |
| Character of C.B. (conosciuta anche come Spenserian Stanzas on Charles Armitage Brown)                                                                                        | L'indole di C.B. | 1819              | Satira dedicata all'amico Charles Brown, scritta in risposta a un suo sonetto canzonatorio verso Keats e le sorelle Brawne, loro nuove vicine di casa a Wentworth Place, Hampstead: «Brown questa mattina sta scrivendo qualche stanza spenseriana contro di me e le Brawne, e allora mi divertirò un poco anch'io: alla Spenser...». Nella poesia Charles Brown, con cui Keats viveva all'epoca, viene elogiato ironicamente e descritto all'opposto di quello che era realmente. Pubblicata per la prima volta nel 1848. |                      |
| Daisy's Song | La canzone della margherita | 1818              | Fa parte degli Extracts from an Opera (vedi). |                      |
| Dawlish Fair (conosciuta anche come Over the hill and over the dale) | Oltre il colle, oltre la valle (le pubblicazioni italiane riportano come titolo il primo verso della poesia)                             | 1818              | Vedi Over the hill and over the dale. |                      |
| Dear Reynolds, as last night I lay in bed (epistola in versi) (conosciuta anche come Epistle to John Hamilton Reynolds o To John Hamilton Reynolds)                           | Caro Reynolds, l'altra sera, a letto | 1818              | Vedi Epistle to John Hamilton Reynolds. |                      |
| Dedication. To Leigh Hunt, Esq. | Dedica. A Leigh Hunt, Esq. | 1817              | Vedi To Leigh Hunt, Esq. |                      |
| Extracts from an Opera | Estratti da un'Opera | 1818              | Composto da «canzoncine e sonetti» (come furono definiti dallo stesso Keats) costituenti un probabile tentativo di comporre un'operetta comica, forse dietro suggerimento dell'amico Charles Brown. Degli estratti fanno parte: O were I one of the Olympian twelve · Daisy's song · Folly's song · O, I am frighten'd with most hateful thoughts! · The stranger lighted from his steed (song) · Asleep! O sleep a little while, white pearl. Gli estratti furono raccolti e pubblicati per la prima volta nel 1848. |                      |
| Faery Song (I) (conosciuta anche come Shed non tear - O shed no tear) | Non spargere lacrime (le pubblicazioni italiane riportano come titolo il primo verso della poesia)                                       | 1818? 1819?       | Vedi Shed non tear - O shed no tear. |                      |
| Faery Song (II) (conosciuta anche come Ah! woe is me! poor silver-wing) | Ah, me infelice! povera ala d'argento (le pubblicazioni italiane riportano come titolo il primo verso della poesia)                      | 1818? 1819?       | Vedi Ah! woe is me! poor silver-wing. |                      |
| Fancy | Fantasia | 1818              | Pubblicata per la prima volta nel 1820. |                      |
| Fill for me a brimming bowl (testo in lingua originale) | Voglio una coppa piena sino all'orlo | 1814              | Scritta per una donna sconosciuta incontrata a Vauxhall. Pubblicata per la prima volta su N. sand Q. il 4 febbraio 1904, venne poi raccolta nell'edizione di Sélincourt del 1905. |                      |
| Folly's Song | La canzone della follia | 1818              | Fa parte degli Extracts from an Opera (vedi). |                      |
| For there's Bishop's Teign (conosciuta anche come Teignmouth. Here all the summer could I stay. "Some doggerel," sent in a letter to B. R. Haydon)                            | C'è il Teign del Vescovo | 1818              | Scritta durante una vacanza a Teignmouth e indirizzata all'amico pittore Benjamin Haydon (assieme ad altri due sonetti: Where be ye going, you Devon maid e Over the hill and over the dale). Pubblicata per la prima volta nel 1853, venne poi raccolta nell'edizione del 1883. |                      |
| Four seasons fill the measure of the year (conosciuta anche come The Human Seasons)                                                                                           | Quattro stagioni colmano la misura dell'anno                                                                                             | 1818              | Esistono due versioni della poesia: l'originale, scritta in una lettera indirizzata a Benjamin Bailey, e una versione rimaneggiata, probabilmente ad opera dell'amico poeta Leigh Hunt (che è quella solitamente pubblicata dagli editori). Comparsa per la prima volta su Literary Pocket Book nel 1819, venne poi raccolta nell'edizione del 1829. |                      |
| Fragment of Castle-builder | Faccio castelli in aria: un frammento | 1818              | Pubblicata per la prima volta nel 1848, sebbene in quella edizione i primi 23 versi furono tralasciati. Soltanto il 16 aprile 1914 la poesia verrà pubblicata integralmente su Times Literary Supplement. |                      |
| Full many a dreary hour have I past (conosciuta anche come Epistle to My Brother George) (epistola in versi)                                                                  | A mio fratello George | 1816              | Vedi Epistle to My Brother George. |                      |
| Give me your patience, sister, while I frame (conosciuto anche come To Georgiana Augusta Wylie) (acrostic)                                                                    | Grazia fammi, sorella, della tua pazienza, mentre                                                                                        | 1818              | Acrostico dedicato a Georgiana Augusta Wylie e scritto ai piedi del monte Helvellyn, durante un viaggio attraverso il distretto dei laghi di Scozia accompagnato dall'amico Charles Brown e svoltosi dal 24 giugno all'8 agosto 1818. Pubblicato per la prima volta sul New York Worlds il 25 giugno 1877, venne poi raccolto nell'edizione del 1883. |                      |
| Give me women, wine, and snuff (conosciuta anche come Women, Wine and Snuff)                                                                                                  | Datemi bacco, tabacco e venere | 1815 o 1816       | Poesia nonsense scritta quando Keats studiava medicina al Guy's Hospital di Londra. Pubblicata per la prima volta nell'edizione Forman del 1884. |                      |
| God of the golden bow (conosciuto anche come Hymn to Apollo) | Dio dell'arco d'oro | 1816 o 1817       | Pubblicata per la prima volta sul Western Messanger di Louisville il 1º giugno 1836, per poi essere pubblicato nella raccolta del 1848. |                      |
| God of the meridian | Dio del mezzogiorno | 1818              | Scritta nello stesso giorno del sonetto A Draught of Sunshine. Hence burgundy, claret, and port (31 gennaio 1818) e inviata nella stessa lettera a Reynolds, viene considerata da molti critici una seconda stanza della stessa poesia. Pubblicata per la prima volta nel 1848. |                      |
| Had I a man's fair form, then might my sighs (conosciuta anche come To —) | Avessi io una leggiadra forma virile | 1815 o 1816       | Pubblicata per la prima volta nel 1817. |                      |
| Hadst thou liv’d in days of old (conosciuta anche come To —) | Fossi tu vissuta nei giorni andati | 1816              | Scritta per conto del fratello George, che gliela commissionò per consegnarla a Mary Frogley. Pubblicata per la prima volta, con alcune varianti, nel 1817. |                      |
| Happy is England! I could be content | Felice è l'Inghilterra | 1816?             | Pubblicata per la prima volta nel 1817. |                      |
| Hence Burgundy, Claret, and Port (conosciuta anche come A Draught of Sunshine)                                                                                                | Via da me Borgogna, Bordeaux e Porto. | 1818              | Vedi A Draught of Sunshine. |                      |
| Hither, hither, love | Qui, qui amore | 1817 o 1818       | Pubblicata per la prima volta su The Ladies Home Companion nel 1837, venne poi raccolta nell'edizione del 1925. |                      |
| How many bards gild the lapses of time! | Quanti poeti fan d'oro l'eredità del tempo                                                                                               | 1816?             | Poesia presentata da Charles Cowden Clarke a Leigh Hunt, il quale dimostrò interesse tale da volerne conoscere personalmente l'autore, dando inizio a una grande amicizia con Keats. Pubblicata per la prima volta nel 1817. |                      |
| Hush, hush, tread softly, hush, hush, my dear (song) | Piano amore mio, piano, non far rumore                                                                                                   | 1818              | Non esistono certezze sull'identità della persona a cui era dedicato il sonetto: secondo alcuni critici l'ode sarebbe solo un testo da mettere in musica indirizzato a Charlotte Reynolds, mentre secondo altri la poesia si riferirebbe a Isabella Jones, con cui Keats all'epoca strinse una relazione sentimentale. Pubblicata per la prima volta su Hood's Magazine nell'aprile 1845, venne poi raccolta nell'edizione del 1848. |                      |
| Hymn to Apollo (conosciuta anche come God of the golden bow) | Dio dall'arco d'oro (le pubblicazioni italiane riportano come titolo il primo verso della poesia)                                        | 1816 o 1817       | Vedi God of the golden bow. |                      |
| I am as brisk | Mi sento frizzante | 1816              | Pubblicata per la prima volta nel 1939. |                      |
| I cry your mercy – pity - love! - aye, love (conosciuta anche come To Fanny (sonnet))                                                                                         | Compassione ti chiedo - e pietà - e amore - sì, amore                                                                                    | 1819              | Pubblicata nell'edizione del 1848. |                      |
| I had a dove, and the sweet dove died (song) | Una colomba avevo, dolce, che morì | 1818              | Inviata per lettera al fratello George e alla moglie Georgiana. Pubblicata per la prima volta nel 1848. |                      |
| I stood tip-toe upon a little hill | Ero in piedi, sulla vetta sottile d'un colle                                                                                             | 1816              | Pubblicata per la prima volta nel 1817. |                      |
| If by dull rhymes our English must be chain'd (conosciuta anche come On the Sonnet)                                                                                           | Se da grevi rime l'inglese dev'essere imprigionato                                                                                       | 1819              | Pubblicata per la prima volta nel 1848. |                      |
| Imitation of Spenser (testo in lingua originale) | A imitazione di Spenser | 1814              | Omaggio al poeta inglese Edmund Spenser, tra i poeti preferiti di Keats. Pubblicata per la prima volta nel 1817. |                      |
| In after time a sage of mickle lore (conosciuta anche come Spenserian Stanza written at the Close of Canto II, Book V, of "The Faerie Queene")                                | Negli anni a venire un vecchio sapiente                                                                                                  | 1820              | Secondo l'amico Charles Brown questa sarebbe l'ultima poesia scritta da Keats prima della morte. Pubblicata per la prima volta sul Plymouth and Devenport Weekly Journal il 4 luglio 1839, venne poi raccolta nell'edizione del 1848. |                      |
| In drear-nighted December (conosciuta anche semplicemente come Stanzas) | Nel Dicembre pauroso d'oscurità | 1817              | Pubblicata per la prima volta su The Literary Gazette il 19 settembre 1829, venne poi raccolta nell'edizione dello stesso anno. |                      |
| Keen, fitful gusts are whisp’ring here and there | Pungenti sussurrano capricciose le brezze                                                                                                | 1816              | Scritta di ritorno da una delle frequenti visite al poeta Leigh Hunt, nel suo cottage di Vale of Health, Hampstead. Pubblicata per la prima volta nel 1817. |                      |
| La Belle Dame sans Merci: A Ballad (testo in lingua originale) | La Belle Dame sans Merci | 1819              | Questa famosa ballata fece da ispirazione per tutta la poesia successiva, soprattutto quella preraffaellita. Pubblicata per la prima volta da Leigh Hunt su The Indicator il 10 maggio 1820 ma in una versione diversa, fu invece raccolta nella sua versione originale nell'edizione del 1848. · |                      |
| Lines (conosciuta anche come Unfelt, unheard, unseen) | Senza farmi accorgere, sentire o vedere (le pubblicazioni italiane riportano come titolo il primo verso della poesia)                    | 1817              | Vedi Unfelt, unheard, unseen. |                      |
| Lines on Seeing a Lock of Milton's Hair | Versi scritti guardando una ciocca dei capelli di Milton                                                                                 | 1818              | Composta a casa di Leigh Hunt, il quale gli propose di scrivere dei versi su una ciocca di capelli di Milton che Keats stava osservando. Pubblicata per la prima volta su Plymouth and Devon Weekly Journal il 15 novembre 1838, venne poi raccolta nell'edizione del 1848. |                      |
| Lines on the Mermaid Tavern | Versi sulla Taverna della Sirena | 1818              | Scritta dopo una serata passata alla Mermaid Tavern, ovvero la Taverna della Sirena, antico luogo di ritrovo londinese di intellettuali nel periodo elisabettiano. Pubblicata per la prima volta nel 1820. |                      |
| Lines to Fanny (conosciuta anche come What can I do to drive away) | Posso forse scacciare (le pubblicazioni italiane riportano come titolo il primo verso della poesia)                                      | 1819              | Vedi What can I do to drive away. |                      |
| Lines Written in the Highlands after a visit to Burns's country (conosciuta anche come There is a joy in footing slow across a silent plain)                                  | È pura gioia camminare lentamente per una piana silente (le pubblicazioni italiane riportano come titolo il primo verso della poesia)    | 1818              | Vedi There is a joy in footing slow across a silent plain. |                      |
| Lines Written on 29 May, the Anniversary of Charles’s Restoration, on Hearing the Bells Ringing                                                                               | Versi scritti il 29 maggio, anniversario della Restaurazione di Charles II, ascoltando le campane suonare                                | 1814 o 1815       | Secondo la maggioranza dei critici la poesia sarebbe stata scritta nel 1815, in occasione del governo dei Cento giorni di Napoleone. Il 29 maggio 1815 si suonarono le campane per commemorare l'anniversario della restaurazione di Carlo II d'Inghilterra. Pubblicata per la prima volta nel 1925. |                      |
| Many the wonders I this day have seen (conosciuta anche come Epistle to My Brother George) (epistola in versi)                                                                | A mio fratello George | 1816              | Vedi Epistle to My Brother George. |                      |
| Meg Merrilies (conosciuta anche come Old Meg she was a gipsey) | La vecchia Meg era una zingara (le pubblicazioni italiane riportano come titolo il primo verso della poesia)                             | 1818              | Vedi Old Meg she was a gipsey. |                      |
| Modern Love (fragment) (conosciuta anche come And what is love? It is a doll dress'd up)                                                                                      | Cos'è oggi l'amore? - Una bambola vestita (le pubblicazioni italiane riportano come titolo il primo verso della poesia)                  | 1818              | Vedi And what is Love? - It is a doll dress'd up. |                      |
| Mother of Hermes! and still youthful Maia (fragment) (conosciuta anche come Ode to Maia)                                                                                      | Madre Hermes! sempre giovane Maia | 1818              | Spedita a Reynolds per lettera, originariamente era concepita come parte di un'ode da sviluppare, poi mai realizzata. Pubblicata per la prima volta nel 1848. |                      |
| Nature withheld Cassandra in the skies (conosciuta anche come Translation from a Sonnet of Ronsard)                                                                           | Mille anni Cassandra | 1818              | Adattamento del sonetto cinquecentesco Les amours de Cassandre di Pierre de Ronsard. Pubblicata per la prima volta nel 1848. |                      |
| Not Aladdin magian (conosciuta anche come Staffa) | La magia d'Aladino | 1818              | Scritta in occasione di una visita all'isola di Staffa, nell'arcipelago delle Ebridi Interne, all'interno di un viaggio per il distretto dei laghi di Scozia che impegnò Keats e l'amico Charles Brown dal 24 giugno all'8 agosto 1818. Pubblicata per la prima volta su Plymouth and Devenport Weekly Journal il 20 settembre 1838, venne poi raccolta nell'edizione del 1848. |                      |
| O blush not so! O blush not so (conosciuta anche come Sharing Eve's Apple | Oh, non arrossir così, non arrossire! | 1818              | Scritta «dopo aver visto una ragazza carina passare con un semplice fazzoletto di mussolina puntato a fichu attorno al collo...». Pubblicata per la prima volta nel 1883. |                      |
| O Chatterton! how very sad thy fate (conosciuta anche come To Chatterton) | Chatterton: che triste sorte la tua | 1815              | Dedicata al poeta romantico inglese Thomas Chatterton, tra i preferiti di Keats. Pubblicata per la prima volta nel 1848. |                      |
| O come, dearest Emma! the rose is full blown | Su, vieni, Emma, fiorita del tutto è la rosa                                                                                             | 1815              | Scritta per una delle sorelle Mathew. Pubblicata per la prima volta nel 1883. |                      |
| O grant that like to Peter I | Oh se a quel Pietro | 1817?             | Frammento di poesia nonsense, presente nel manoscritto originale, conservato ad Harvard, sia nella versione composta da due quartine, che in quella da una sola quartina. La datazione del frammento è incerta. Pubblicato per la prima volta nel 1930. |                      |
| O, I am frighten'd with most hateful thoughtst! | Oh, da odiosi pensieri sono atterrito!                                                                                                   | 1818              | Fa parte degli Extracts from an Opera (Estratti da un'Opera), considerati dai critici letterari come un tentativo di Keats di comporre un'operetta comica, forse dietro suggerimento dell'amico Charles Brown (già autore di operette comiche). Queste «canzoncine e sonetti» (come furono chiamate da Keats) vennero raccolte e pubblicate per la prima volta nell'edizione del 1848. |                      |
| O Solitude! if I must with thee dwell | Solitudine, se vivere devo con te | 1815 o 1816       | Secondo alcuni critici sarebbe la prima poesia di Keats ad essere pubblicata. Apparve su The Examiner il 5 maggio 1816 con il titolo To Solitude. Venne poi inserita nella raccolta del 1817. |                      |
| O that a week could be an age, and we (conosciuta anche come To J.R. oppure, erroneamente, To John Hamilton Reynolds)                                                         | A J.R. | 1818              | Vedi To J.R. |                      |
| O thou whose face hath felt the winter's wind (conosciuta anche come What the Thrush said. Lines from a letter to John Hamilton Reynolds)                                     | Oh tu, il cui volto ha patito il vento invernale                                                                                         | 1818              | La poesia è parte di una lettera scritta da Keats a John Hamilton Reynolds, introdotta dalle seguenti parole: «Non ho letto alcun libro – La Mattina dice che avevo ragione – Non avevo nessuna idea se non della Mattina, e il Tordo dice che avevo ragione – e pareva dire...» e poi incominciano i versi della poesia. Pubblicata per la prima volta nel 1848. |                      |
| O were I one of the Olympian twelve | Foss'io uno dei dodici che l'Olimpo reggono                                                                                              | 1818              | Fa parte degli Extracts from an Opera (vedi). |                      |
| Ode (conosciuta anche come Bards of passion and of mirth) | Poeti della passione e della gioia (le pubblicazioni italiane riportano come titolo il primo verso della poesia)                         | 1818              | Vedi Bards of passion and of mirth. |                      |
| Ode on a Grecian Urn (testo in lingua originale) | Ode su un'urna greca | 1819              | L'ode è considerata la più discussa e studiata della poesia keatsiana. Pubblicata per la prima volta su Annals of the Fine Arts il 1º gennaio 1820, venne poi raccolta nell'edizione del 1820. |                      |
| Ode on Indolence | Ode sull'Indolenza | 1819              | Pubblicata per la prima volta nel 1848. |                      |
| Ode on Melancholy (testo in lingua originale) | Ode sulla Melanconia | 1819              | Scritta nello stesso periodo delle altre due ben più famose odi (Ode to a Nightingale e Ode on a Grecian Urn). Pubblicata nella raccolta del 1820. |                      |
| Ode to a Nightingale (testo in lingua originale) | Ode a un Usignolo | 1819              | A proposito dell'ode Charles Brown scrisse vent'anni più tardi «nella primavera del '19 un usignolo aveva fatto il suo nido in casa mia. Keats provava una gioia continua e calma al suo canto; e una mattina prese una sedia dal tavolo della colazione e la portò sull'erba sotto un susino, dove rimase seduto per due o tre ore. Quando rientrò in casa, mi accorsi che aveva dei foglietti in mano, e che li stava nascondendo dietro a dei libri. Mi misi a cercarli e li trovai, quattro o cinque foglietti che contenevano i suoi sentimenti poetici sul canto del nostro usignolo». Assieme a Ode on a Grecian Urn, questa è tra le poesie più studiate di Keats. Pubblicata per la prima volta su Annals of the Fine Arts nel luglio 1819, venne poi raccolta nell'edizione del 1820. |                      |
| Ode to Apollo | Ode ad Apollo | 1815              | Pubblicata per la prima volta nel 1848. |                      |
| Ode to Fanny | Ode a Fanny | 1819? 1820?       | Vedi To Fanny. |                      |
| Ode to Maia (fragment) (conosciuta anche come Mother of Hermes! and still youthful Maia)                                                                                      | Madre d'Hermes! sempre giovane Maia! (le pubblicazioni italiane riportano come titolo il primo verso della poesia)                       | 1818              | Vedi Mother of Hermes! and still youthful Maia. |                      |
| Ode to Psyche | Ode a Psiche | 1819              | Pubblicata per la prima volta nel 1820. |                      |
| Of late two dainties were before me plac'd (conosciuta anche come On hearing the Bag-pipe and seeing "The Stranger" played at Inverary)                                       | Due dolcezze mi furon poste innanzi di recente                                                                                           | 1818              | Scritta durante il viaggio che impegnò Keats assieme all'amico Charles Brown lungo il distretto dei laghi di Scozia dal 24 giugno all'8 agosto 1818. Al momento della stesura di questa poesia Keats si trovava nel comune di Inveraray. Pubblicata per la prima volta su The Antheneum il 7 giugno 1873, venne poi raccolta nell'edizione del 1883. |                      |
| Oh! how I love, on a fair summer's eve | Oh come amo, in una bella sera d'estate                                                                                                  | 1816              | Pubblicata per la prima volta nel 1817. |                      |
| Old Meg she was a gipsey | La vecchia Meg era una zingara | 1818              | Indirizzata a Fanny Brawne, venne scritta durante il viaggio lungo il distretto dei laghi in Scozia (accompagnato dall'amico Charles Brown), qui mentre Keats attraversava il villaggio di Auchencairn per giungere a Kirkcudbright. La stessa lettera conteneva anche l'ode There was a naughty boy. Pubblicata per la prima volta sul Plymouth and Devenport Weekly Journal il 22 novembre 1838, venne poi raccolta nell'edizione del 1848. |                      |
| On a Dream (testo in lingua originale) (conosciuta anche come As Hermes once took to his feathers light oppure A dream, after reading Dante's episode of Paolo and Francesca) | Come Hermes, una volta, sulle sue penne leggere volando (le pubblicazioni italiane riportano come titolo il primo verso della poesia)    | 1819              | Vedi A dream, after reading Dante's episode of Paolo and Francesca. |                      |
| On a Leander Which Miss Reynolds, My Kind Friend, Gave Me (conosciuta anche come On a Picture of Leander)                                                                     | Su un Leandro, datomi da Miss Reynolds, mia cara amica                                                                                   | 1817              | Scritta in occasione del ricevimento di una riproduzione di James Tassie: una gemma raffigurante Leandro che nuota nell'Ellesponto, donatagli da Jane Reynolds. Pubblicata per la prima volta su The Gem, A Literary Annual nel 1829, venne poi raccolta nell'edizione dello stesso anno. |                      |
| On a Picture of Leander (conosciuta anche come On a Leander Which Miss Reynolds, My Kind Friend, Gave Me)                                                                     | Su un Leandro, datomi da Miss Reynolds, mia cara amica (nelle pubblicazioni italiane la poesia è conosciuta col suo titolo alternativo)  | 1817              | Vedi On a Leander Which Miss Reynolds, My Kind Friend, Gave Me. |                      |
| On Death (testo in lingua originale) | Sulla morte | 1814              | Pubblicata per la prima volta nell'edizione del 1883. |                      |
| On Fame (I) (testo in lingua originale) | Sulla fama | 1819              | Pubblicata per la prima volta su The Ladyes' Companion nell'agosto 1837 a New York, venne poi raccolta nell'edizione del 1848. |                      |
| On Fame (II) (testo in lingua originale) | Sulla fama | 1819              | Scritta assieme all'altra poesia trattante il tema della fama, On Fame. Pubblicata per la prima volta nel 1848. |                      |
| On First Looking into Chapman's Homer (testo in lingua originale) | Guardando per la prima volta l'Omero di Chapman                                                                                          | 1816              | Ritenuto una delle massime espressioni della poesia keatsiana, il sonetto venne scritto alle prime ore di un mattino dell'ottobre 1816, poco prima di lasciare la casa dell'amico Charles Cowden Clarke, dopo aver passato la notte a discutere sulle opere di Omero tradotte da George Chapman. Il sonetto apparve per la prima volta su The Examiner il 1º dicembre 1816, per poi essere pubblicato nella raccolta del 1817. |                      |
| On hearing the Bag-pipe and seeing "The Stranger" played at Inverary (conosciuta anche come Of late two dainties were before me plac'd)                                       | Due dolcezze mi furon poste innanzi di recente (le pubblicazioni italiane riportano come titolo il primo verso della poesia)             | 1818              | Vedi Of late two dainties were before me plac'd. |                      |
| On Leaving Some Friends at an Early Hour | Lasciando alcuni amici di primo mattino                                                                                                  | 1816              | Pubblicata per la prima volta nel 1817. |                      |
| On Leigh Hunt's Poem "The Story of Rimini" (conosciuta anche semplicemente come On The Story of Rimini)                                                                       | A proposito de La Storia di Rimini | 1817              | Il tema preso in oggetto da Keats qui è il poema The Story of Rimini composto da Leigh Hunt nel 1816 e incentrato sull'episodio dantesco di Paolo e Francesca. Pubblicata per la prima volta nel 1848. |                      |
| On Oxford (conosciuta anche come The Gothic looks solemn) | Il Gotico ha un'aria solenne (le pubblicazioni italiane riportano come titolo il primo verso della poesia)                               | 1817              | Vedi The Gothic looks solemn. |                      |
| On Peace (testo in lingua originale) | Sulla pace | 1814              | Scritta in occasione della firma della pace di Parigi, che pose fine alla guerra contro la Francia di Napoleone. Pubblicata per la prima volta il 4 febbraio 1904 su N. and Q., venne poi raccolta nell'edizione di Sélincourt del 1905. |                      |
| On Receiving a Curious Shell, and a Copy of Verses, from the Same Ladies | Ricevendo una strana conchiglia e qualche verso dalle stesse signore                                                                     | 1815              | Legato al sonetto To Some Ladies, scritto per la stessa occasione, ma indirizzato a George Felton Mathew, che aveva accompagnato con un libro e una poesia il regalo della conchiglia da parte delle due cugine. Pubblicata per la prima volta nel 1817. |                      |
| On Receiving a Laurel Crown from Leigh Hunt | Ricevendo una corona d'alloro da Leigh Hunt                                                                                              | 1816 o 1817       | Il sonetto venne scritto in occasione di una delle tante sfide poetiche con Leigh Hunt, ovvero delle gare a tempo dove si stabiliva un tempo massimo entro cui i due poeti dovevano comporre versi su un argomento prestabilito. Pubblicata per la prima volta su The Times il 18 maggio 1914. |                      |
| On Seeing the Elgin Marbles | Guardando i marmi di Elgin | 1817              | Scritta dopo una visita al British Museum (avvenuta il 1° o il 2 di marzo 1817) assieme al pittore Benjamin Haydon, dove poterono ammirare i marmi del Partenone, chiamati anche marmi di Elgin dal nome di colui che li acquistò e li portò in Inghilterra dove furono messi in mostra, oggetto del sonetto. Noto è il fascino che i marmi esercitavano sul poeta: "Keats andò a vederli più e più volte, e sedeva lì davanti per un'ora e anche più ogni volta, rapito nelle sue fantasie...". Pubblicata per la prima volta su The Examiner il 19 marzo 1817, venne poi raccolta nell'edizione del 1848. |                      |
| On Sitting Down to Read King Lear Once Again | Sedendo a leggere Re Lear ancora una volta                                                                                               | 1818              | Pubblicata per la prima volta su Plymouth and Devon Weekly Journal l'8 novembre 1838, venne poi raccolta nell'edizione del 1848. |                      |
| On Some Skulls in Beauley Abbey, near Inverness | A proposito d'alcuni teschi nell'Abbazia di Beauley, vicino a Inverness                                                                  | 1818              | Scritta a quattro mani con Charles Brown, quando un malanno costrinse Keats ad interrompere il viaggio lungo il distretto dei laghi di Scozia, che durò dal 24 giugno all'8 agosto 1818, e a fare ritorno a Londra. Pubblicata per la prima volta su New Monthly Magazine nel 1822, venne poi raccolta nell'edizione del 1917. |                      |
| On the Grasshopper and Cricket | La Cavalletta e il Grillo | 1816              | Sonetto scritto in occasione di una sfida poetica tra Keats e Leigh Hunt, consistente nello scrivere in un quarto d'ora un sonetto avente come soggetto la cavalletta e il grillo. Pubblicata per la prima volta nel 1817. |                      |
| On the Sea (testo in lingua originale) | Sul mare | 1817              | Pubblicata per la prima volta su The Champion il 18 agosto 1817, venne poi raccolta nell'edizione del 1848. |                      |
| On the Sonnet (conosciuta anche come If by dull rhymes our English must be chain'd)                                                                                           | Se da grevi rime l'inglese dev'essere imprigionato (le pubblicazioni italiane riportano come titolo il primo verso della poesia)         | 1819              | Vedi If by dull rhymes our English must be chain'd. |                      |
| On The Story of Rimini (conosciuta anche come On Leigh Hunt's Poem "The Story of Rimini")                                                                                     | A proposito de La Storia di Rimini | 1817              | Vedi On Leigh Hunt's Poem "The Story of Rimini". |                      |
| On Visiting the Tomb of Burns | Visitando la tomba di Burns | 1818              | Scritta a Dumfries, durante un viaggio in Scozia, dopo aver visitato la tomba del poeta Robert Burns. Pubblicata per la prima volta nel 1848. |                      |
| Over the hill and over the dale (conosciuta anche come Dawlish Fair) | Oltre il colle, oltre la valle | 1818              | Scritta durante una vacanza a Teignmouth e indirizzata all'amico pittore Benjamin Haydon (assieme ad altri due sonetti: For there's Bishop's Teign e Where be ye going, you Devon maid). Pubblicata per la prima volta nella raccolta del 1848, ma orfana di alcuni versi, come anche nella pubblicazione del 1853, comparirà nella versione integrale solo nella raccolta del 1925. |                      |
| Pensive they sit, and roll their languid eyes (conosciuta anche come A Party of Lovers)                                                                                       | Siedono melanconici | 1819              | Pubblicata per la prima volta sul World il 25 giugno 1877, venne poi raccolta nell'edizione del 1883. |                      |
| Read me a lesson, Muse, and speak it loud | Insegnami tutto, o Musa, e gridalo forte                                                                                                 | 1818              | Vedi Written Upon the Top of Ben Nevis. |                      |
| Robin Hood. To a Friend | Robin Hood. A un amico | 1818              | Pubblicata per la prima volta nel 1820. |                      |
| Sharing Eve's Apple (conosciuta anche come O blush not so! O blush not so) | Oh, non arrossir così, non arrossire! (le pubblicazioni italiane riportano come titolo il primo verso della poesia)                      | 1818              | Vedi O blush not so! O blush not so. |                      |
| Shed non tear - O shed no tear (conosciuta anche come Faery Song (I)) | Non spargere lacrime | 1818? 1819?       | Pubblicata per la prima volta su Plymouth and Devenport Weekly Journal il 18 ottobre 1838, venne poi raccolta nell'edizione del 1848. |                      |
| Sleep and Poetry | Sonno e Poesia | 1816              | Generalmente considerata come la più importante della prima fase poetica di Keats. Pubblicata per la prima volta nel 1817. |                      |
| Song (conosciuta anche come The stranger lighted from his steed) | Canzone | 1818              | Fa parte degli Extracts from an Opera (vedi). |                      |
| Song of Four Fairies: Fire, Air, Earth, and Water | Canzone delle Quattro Fate: Fuoco, Aria, Terra, Acqua                                                                                    | 1819              | Pubblicata per la prima volta nel 1848. |                      |
| Sonnet to Sleep | Al Sonno | 1819              | Pubblicata per la prima volta su Plymouth and Devenport Weekly Journal l'11 ottobre 1838, venne poi raccolta nell'edizione del 1848. |                      |
| Specimen of an Induction to a Poem | Esempio d'Introduzione a un Poema | 1816              | La poesia che doveva introdurre (come da titolo) era Calidore. Pubblicata per la prima volta nel 1817. |                      |
| Spenser, a jealous honorer of thine (conosciuta anche come To Spencer) | Spenser, uno che gelosamente t'onora | 1818              | Originariamente scritta per la sorella di Reynolds, Elisa, venne poi dedicata a lui. Pubblicata per la prima volta nel 1848. |                      |
| Spenserian Stanzas on Charles Armitage Brown (conosciuta anche come Character of C.B.)                                                                                        | L'indole di C.B. | 1819              | Vedi Character of C.B. |                      |
| Spenserian Stanza written at the Close of Canto II, Book V, of "The Faerie Queene" (conosciuta anche come In after time a sage of mickle lore)                                | Negli anni a venire un vecchio sapiente (le pubblicazioni italiane riportano come titolo il primo verso della poesia)                    | 1820              | Vedi In after time a sage of mickle lore. |                      |
| Spirit here that reignest (song) | Spirito che qui regni | 1818              | Pubblicata per la prima volta su Plymouth and Devenport Weekly Journal il 25 ottobre 1838, venne poi raccolta nell'edizione del 1848. |                      |
| Staffa (conosciuta anche come Not Aladdin magian) | La magia di Aladino (le pubblicazioni italiane riportano come titolo il primo verso della poesia)                                        | 1818              | Vedi Not Aladdin magian. |                      |
| Stanzas (conosciuta anche come In drear-nighted December) | Nel Dicembre pauroso d'oscurità (le pubblicazioni italiane riportano come titolo il primo verso della poesia)                            | 1817              | Vedi In drear-nighted December. |                      |
| Stanzas to Miss Wylie | A Miss Wylie | 1816              | Questi versi furono trascritti da George Keats e composti in onore della sua futura sposa Georgiana Augusta Wylie. Pubblicata per la prima volta nel 1817. |                      |
| Stay, ruby breasted warbler, stay | Fermati, pettirosso, non scappare | 1814? 1815? 1816? | Oltre alla datazione, anche la paternità della poesia è dubbia (l'autore potrebbe essere il fratello George). Pubblicata per la prima volta nel 1876. |                      |
| Sweet, sweet is the greeting of eyes | Dolce, dolce è il saluto degli occhi | 1818              | Scritta per il fratello George e la moglie Georgiana Augusta Wylie. Pubblicata per la prima volta nel 1925. |                      |
| 'Tis the "witching time of night" (conosciuta anche come A Prophecy - To George Keats in America)                                                                             | Della notte è questa l'ora stregata | 1818              | Vedi A Prophecy - To George Keats in America. |                      |
| Teignmouth. Here all the summer could I stay. "Some doggerel," sent in a letter to B. R. Haydon (conosciuta anche come For there's Bishop's Teign)                            | C'è il Teign del Vescovo (le pubblicazioni italiane riportano come titolo il primo verso della poesia)                                   | 1818              | Vedi For there's Bishop's Teign. |                      |
| The day is gone, and all its sweets are gone | Se n'è andato il giorno con tutte le sue dolcezze                                                                                        | 1819              | Pubblicata per la prima volta sul Plymouth and Devenport Weekly Journal il 4 ottobre 1838, venne poi raccolta nell'edizione del 1848. |                      |
| The Devon Maid. Stanzas sent in a letter to B. R. Haydon (conosciuta anche come Where be ye going, you Devon maid)                                                            | Dove stai andando, fanciulla del Devon (le pubblicazioni italiane riportano come titolo il primo verso della poesia)                     | 1818              | Vedi Where be ye going, you Devon maid. |                      |
| The Eve of St. Mark. A Fragment | La Vigilia di San Marco | 1819              | Ode incompiuta scritta in occasione di una visita a Chichester e a Bedhampton. Il sonetto fa riferimento a una leggenda molto diffusa nello Yorkshire, secondo cui se si guarda nel cortile della chiesa la notte della vigilia di san Marco (24 aprile) in un orario ben preciso, ovvero dalle undici all'una di notte, e si ripete questo rituale per tre anni di seguito, il terzo anno si vedranno entrare in quella chiesa gli spiriti di coloro che moriranno l'anno seguente. Pubblicata per la prima volta nel 1848. |                      |
| The Gadfly (conosciuta anche come All gentle folks who owe a grudge) | Tutti quelli che risentimento (le pubblicazioni italiane riportano come titolo il primo verso della poesia)                              | 1818              | Vedi All gentle folks who owe a grudge. |                      |
| The Gothic looks solemn (conosciuta anche come On Oxford) | Il Gotico ha un'aria solenne | 1817              | Poesia nonsense scritta probabilmente in seguito alla visita all'amico Benjamin Bailey a Magdalene Hall, Oxford. Pubblicata per la prima volta nel 1883. |                      |
| The Human Seasons (conosciuta anche come Four seasons fill the measure of the year)                                                                                           | Quattro stagioni colmano la misura dell'anno (le pubblicazioni italiane riportano come titolo il primo verso della poesia)               | 1818              | Vedi Four seasons fill the measure of the year. |                      |
| The stranger lighted from his steed (song) (conosciuta anche come Song) | Canzone. Dal suo cavallo lo straniero discese                                                                                            | 1818              | Vedi Song. |                      |
| There is a charm in footing slow across a silent plain (conosciuta anche come Lines Written in the Highlands after a visit to Burns's country)                                | È pura gioia camminare lentamente per una piana silente (le pubblicazioni italiane riportano come titolo il primo verso della poesia)    | 1818              | Vedi There is a joy in footing slow across a silent plain. |                      |
| There is a joy in footing slow across a silent plain (conosciuta anche come Lines Written in the Highlands after a visit to Burns's country)                                  | È pura gioia camminare lentamente per una piana silente                                                                                  | 1818              | Scritta in occasione della visita alla dimora del poeta scozzese Robert Burns e destinata a sostituire una precedente poesia composta sullo stesso argomento, ovvero This mortal body of a thousand days, ma giudicata dallo stesso Keats come "non riuscita". Pubblicata per la prima volta nel 1848, sebbene un frammento fosse già apparso su New Monthly Magazine nel 1822, con il primo verso leggermente differente: There is a charm in footing slow across a silent plain. |                      |
| There was a naughty boy (conosciuta anche come A Song About Myself) | C'era una volta un monello | 1818              | Vedi A Song About Myself. |                      |
| Think not of it, sweet one, so (conosciuta anche come To —) | Non pensarci, mia cara | 1817              | Probabilmente un testo da mettere in musica per le sorelle Reynolds. Pubblicata per la prima volta nel 1848. |                      |
| This living hand, now warm and capable | Questa mano viva, che adesso è calda, capace                                                                                             | 1819              | Trovata scritta su una pagina manoscritta di un'altra opera keatsiana, il Jealousies. Pubblicata per la prima volta nell'edizione del 1898. |                      |
| This mortal body of a thousand days (conosciuta anche come Written in the cottage where Burns was born)                                                                       | Questo corpo mortale d'un migliaio di giorni                                                                                             | 1818              | Scritta nel cottage del poeta Robert Burns, nella contea scozzese dell'Ayrshire, durante il viaggio lungo il distretto dei laghi in Scozia (accompagnato dall'amico Charles Brown) durato dal 24 giugno all'8 agosto 1818. Giudicata da Keats come "non riuscita", la poesia sarà sostituita dall'ode There is a joy in footing slow across a silent plain, incentrata sempre sullo stesso argomento. Pubblicata per la prima volta nel 1848. |                      |
| This pleasant tale is like a little copse | Come una piccola foresta è questa favola gentile                                                                                         | 1817              | Vedi Written on the Blank Space at the end of Chaucer's Tale of "The Floure and the Lefe". |                      |
| Time's sea hath been five years at its slow ebb (conosciuta anche come To a Lady seen for a few Moments at Vauxhall)                                                          | Cinque anni di bassa marea ha conosciuto il mare del tempo                                                                               | 1818              | Pubblicata per la prima volta su Hood's Magazine nel settembre 1844, venne poi raccolta nell'edizione del 1848. |                      |
| To — (conosciuta anche come Had I a man's fair form, then might my sighs) | Avessi io una leggiadra forma virile (le pubblicazioni italiane riportano come titolo il primo verso della poesia)                       | 1815 o 1816       | Vedi Had I a man's fair form, then might my sighs. |                      |
| To — (conosciuta anche come Hadst thou liv’d in days of old) | Fossi tu vissuta nei giorni andati (le pubblicazioni italiane riportano come titolo il primo verso della poesia)                         | 1816              | Vedi Hadst thou liv’d in days of old. |                      |
| To — (conosciuta anche come Think not of it, sweet one, so) | Non pensarci, mia cara (le pubblicazioni italiane riportano come titolo il primo verso della poesia)                                     | 1817              | Vedi Think not of it, sweet one, so. |                      |
| To a Cat | Al gatto di Mrs. Reynolds | 1818              | Vedi To Mrs. Reynolds's Cat. |                      |
| To a Friend Who Sent Me Some Roses | A un amico che mi ha mandato delle rose                                                                                                  | 1816              | Pubblicata per la prima volta nel 1817. |                      |
| To a Lady seen for a few Moments at Vauxhall (conosciuta anche come Time's sea hath been five years at its slow ebb)                                                          | Cinque anni di bassa marea ha conosciuto il mare del tempo (le pubblicazioni italiane riportano come titolo il primo verso della poesia) | 1818              | Vedi Time's sea hath been five years at its slow ebb. |                      |
| To a Young Lady who sent me a Laurel Crown | A una giovane signora che mi ha mandato una corona d'alloro                                                                              | 1816 o 1817       | Pubblicata per la prima volta nel 1848. |                      |
| To Ailsa Rock | Alla rupe d'Ailsa | 1818              | Indirizzata al fratello Tom, fu scritta a Giwan, durante il viaggio lungo il distretto dei laghi in Scozia (accompagnato dall'amico Charles Brown) durato dal 24 giugno all'8 agosto 1818. Pubblicata per la prima volta su Literary Pocket Book nel 1819, venne poi raccolta nell'edizione del 1848. |                      |
| To Autumn (testo in lingua originale) | All'Autunno | 1819              | Composta il 19 settembre a Winchester. Pubblicata nella raccolta del 1820. |                      |
| To Charles Cowden Clarke | A Charles Cowden Clarke | 1816              | Epistola in versi scritta a Charles Cowden Clarke, grande amico di Keats, durante una vacanza di due mesi a Margate dopo aver sostenuto gli esami in medicina il 25 luglio 1816. Pubblicata per la prima volta nel 1817. |                      |
| To Chatterton (conosciuto anche come O Chatterton! how very sad thy fate) | Chatterton: che triste sorte la tua (le pubblicazioni italiane riportano come titolo il primo verso della poesia)                        | 1815              | Vedi O Chatterton! how very sad thy fate. |                      |
| To Fanny (ode) | A Fanny | 1819? 1820?       | Scritta quando la malattia emorragica di Keats lo costringeva a letto, consapevole della presenza dell'amata Fanny nella casa accanto. Pubblicata per la prima volta nel 1848. |                      |
| To Fanny (sonnet) (conosciuta anche come I cry your mercy – pity - love! - aye, love)                                                                                         | Compassione ti chiedo - e pietà - e amore - sì, amore (le pubblicazioni italiane riportano come titolo il primo verso della poesia)      | 1819              | Vedi I cry your mercy – pity - love! - aye, love. |                      |
| To G.A.W. (Georgiana Augusta Wylie) | A G.A.W. (Georgiana Augusta Wylie) | 1816              | Commissionatogli dal fratello George in onore della sua futura sposa Georgiana Augusta Wylie, verso la quale John proverà sempre un grande affetto. Pubblicata per la prima volta nel 1817. |                      |
| To George Felton Mathew | A George Felton Mathew | 1815              | Scritta di rimando alla poesia ricevuta dall'amico George Felton Mathew a lui dedicata e intitolata To a Poetical Friend. Pubblicata per la prima volta nel 1817. |                      |
| To Georgiana Augusta Wylie (conosciuto anche come Give me your patience, sister, while I frame)                                                                               | Grazia fammi, sorella, della tua pazienza, mentre (le pubblicazioni italiane riportano come titolo il primo verso della poesia)          | 1818              | Vedi Give me your patience, sister, while I frame. |                      |
| To Haydon, with a Sonnet Written on Seeing the Elgin Marbles | A Haydon, con un sonetto scritto guardando i marmi di Elgin                                                                              | 1817              | Scritto assieme all'altro sonetto On Seeing the Elgin Marbles dopo aver visto i cosiddetti marmi di Elgin al British Museum assieme al pittore Benjamin Haydon. Pubblicato per la prima volta su The Examiner il 19 marzo 1817, venne poi raccolto nell'edizione del 1848. |                      |
| To Homer | A Omero | 1818              | Pubblicata per la prima volta nel 1848. |                      |
| To Hope | Alla Speranza | 1815              | Scritta nel periodo in cui Keats viveva a Edmonton presso il chirurgo Thomas Hammond in qualità di apprendista. Pubblicata per la prima volta nel 1817. |                      |
| To J.R. (conosciuto anche, erroneamente, come To John Hamilton Reynolds - sonetto)                                                                                            | A J.R. | 1818              | Dedicata a James Rice, conosciuto grazie all'amico Reynolds. Pubblicata per la prima volta nel 1848, seppur con il titolo errato To John Hamilton Reynolds, poiché il curatore dell'edizione (R. M. Milnes) credeva, erroneamente, che le iniziali J.R. si riferissero a Reynolds. |                      |
| To John Hamilton Reynolds (epistola in versi) (conosciuta anche come Dear Reynolds, as last night I lay in bed o Epistle to John Hamilton Reynolds)                           | Caro Reynolds, l'altra sera, a letto (le pubblicazioni italiane riportano come titolo il primo verso della poesia)                       | 1818              | Vedi Epistle to John Hamilton Reynolds. |                      |
| To John Hamilton Reynolds (conosciuta anche come O that a week could be an age, and we oppure To J.R.) (sonetto)                                                              | A J.R. (vedi) | 1818              | Titolo errato con cui la poesia (dal titolo corretto To J.R.) venne pubblicata nell'edizione Milnes del 1848, dove il "J.R." del titolo originale era stato erroneamente identificato con John Hamilton Reynolds anziché James Rice. Vedi To J.R. |                      |
| To Kosciusko | A Kosciusko | 1816              | Dedicata all'eroe di guerra Tadeusz Kościuszko, patriota polacco che combatté per l'indipendenza della Confederazione polacco-lituana contro la Russia e, successivamente, come volontario nella guerra d'indipendenza americana. Pubblicato per la prima volta nel 1817. |                      |
| To Leigh Hunt, Esq. | A Leigh Hunt, Esq. | 1817              | Scritta da Keats appositamente come dedica all'edizione della raccolta del 1817, dietro richiesta dell'editore: «...la sera in cui arrivarono le ultime bozze arrivò anche la richiesta dell'editore che si sarebbe dovuta inviare subito la dedica se si voleva che comparisse... Keats si appartò a un tavolino... e mentre gli altri continuavano a parlare compose il sonetto-dedica...» (Charles Cowden Clarke). |                      |
| To Lord Byron (testo in lingua originale) | A Lord Byron | 1814              | Il sonetto attesta l'iniziale ammirazione di Keats per i versi di Byron, in seguito aspramente criticato. Pubblicata per la prima volta nel 1848. |                      |
| To Mrs. Reynolds's Cat | Al gatto di Mrs. Reynolds | 1818              | Poesia nonsense composta a casa dei Reynolds, venne pubblicata per la prima volta su The Comic Annual nel 1830. |                      |
| To My Brother George (conosciuta anche come "Many the wonders I this day have seen") (epistola in versi)                                                                      | A mio fratello George | 1816              | Vedi Epistle to My Brother George. |                      |
| To My Brother George (sonnet) | A mio fratello George | 1816              | Scritta a Margate in agosto, durante una vacanza di due mesi che Keats si concesse a seguito degli esami in medicina sostenuti il 25 luglio 1816. Pubblicata per la prima volta nel 1817. |                      |
| To My Brothers | Ai miei fratelli | 1816              | Scritta in occasione del diciassettesimo compleanno del fratello Tom. Pubblicata per la prima volta nel 1817. |                      |
| To one who has been long in city pent | Per chi a lungo è stato nella città rinchiuso                                                                                            | 1816              | Pubblicata per la prima volta nel 1817. |                      |
| To Sleep | Al Sonno | 1819              | Vedi Sonnet to Sleep. |                      |
| To Solitude (conosciuta anche come O Solitude! if I must with thee dwell) | Solitudine, se vivere devo con te (le pubblicazioni italiane riportano come titolo il primo verso della poesia)                          | 1815 o 1816       | Vedi O Solitude! if I must with thee dwell. |                      |
| To Some Ladies | Ad alcune signore | 1815              | Scritta come ringraziamento della conchiglia ricevuta in regalo dalle sorelle Mathew. Pubblicata per la prima volta nel 1817. |                      |
| To Spencer (conosciuta anche come Spenser, a jealous honorer of thine) | Spenser, uno che gelosamente t'onora (le pubblicazioni italiane riportano come titolo il primo verso della poesia)                       | 1818              | Vedi Spenser, a jealous honorer of thine. |                      |
| To the Ladies Who Saw Me Crown'd | Alle signore che mi videro incoronato | 1816 o 1817       | Pubblicata per la prima volta su The Times il 18 maggio 1914. |                      |
| To the Nile | Al Nilo | 1818              | Scritta in occasione di una delle gare poetiche solitamente disputate con Leigh Hunt nell'arco di quindici minuti e aventi uno specifico soggetto (come le precedenti On the Grasshopper and Cricket e On Receiving a Laurel Crown from Leigh Hunt). Pubblicata per la prima volta su The Plymouth and Devenport Weekly Journal il 19 luglio 1838, venne poi raccolta nell'edizione del 1848. |                      |
| Translation from a Sonnet of Ronsard (conosciuta anche come Nature withheld Cassandra in the skies)                                                                           | Mille anni Cassandra (le pubblicazioni italiane riportano come titolo parte del primo verso della poesia)                                | 1818              | Vedi Nature withheld Cassandra in the skies. |                      |
| Two or three posies | Due o tre mazzolini | 1819              | Poesia nonsense pubblicata per la prima volta nel 1883. |                      |
| Two Sonnets on Fame (testo in lingua originale) | Sulla fama (i due sonetti sono stati pubblicati in Italia singolarmente, ma entrambi con lo stesso titolo)                               | 1819              | Vedi On Fame (I) e On Fame (II). |                      |
| Unfelt, unheard, unseen (conosciuta anche come Lines) | Senza farmi accorgere, sentire o vedere                                                                                                  | 1817              | Pubblicata per la prima volta nel 1848. |                      |
| Upon my life, Sir Nevis, I am piqu'd (conosciuta anche come Ben Nevis: A Dialogue)                                                                                            | Per tutti i diavoli, Sir Navis, sono irritata                                                                                            | 1818              | Poesia nonsense inviata al fratello Tom e pubblicata per la prima volta nel 1883. |                      |
| What can I do to drive away (conosciuta anche come Lines to Fanny) | Posso forse scacciare | 1819              | Pubblicata per la prima volta nel 1848. |                      |
| What the Trush said. Lines from a letter to John Hamilton Reynolds. (conosciuta anche come O thou whose face hath felt the winter's wind)                                     | Oh tu, il cui volto ha patito il vento invernale (le pubblicazioni italiane riportano come titolo il primo verso della poesia)           | 1818              | Vedi O thou whose face hath felt the winter's wind. |                      |
| Welcome joy, and welcome sorrow (fragment) (conosciuta anche come A Song of Opposites)                                                                                        | Sian benvenuti la gioia e il dolore | 1818              | Vedi A Song of Opposites. |                      |
| When I have fears that I may cease to be (testo in lingua originale) | Quando la paura mi prende di morire | 1818              | Pubblicata per la prima volta nel 1848. |                      |
| When they were come unto the Faery's court (conosciuta anche come An Extempore)                                                                                               | Quando giunsero al maniero delle fate | 1819              | Poesia nonsense. I primi diciassette versi furono pubblicati per la prima volta su McMillan's Magazine nell'agosto 1888, mentre la versione integrale apparve nella sua interezza nel 1890. |                      |
| Where be ye going, you Devon maid (conosciuta anche come The Devon Maid. Stanzas sent in a letter to B. R. Haydon)                                                            | Dove stai andando, fanciulla del Devon                                                                                                   | 1818              | Scritta durante una vacanza a Teignmouth e indirizzata all'amico pittore Benjamin Haydon (assieme ad altri due sonetti: For there's Bishop's Teign e Over the hill and over the dale). Pubblicata per la prima volta nella raccolta del 1848, ma senza la seconda stanza, così come successe nel 1853, comparirà nella versione integrale solo nella raccolta del 1883. |                      |
| Where's the Poet? Show him! show him (fragment) | Chi è il poeta? Lo voglio vedere | 1818              | Considerata, assieme a Welcome joy, and welcome sorrow, una chiara espressione della poetica keatsiana. Pubblicata per la prima volta nel 1848. |                      |
| Why did I laugh tonight? No voice will tell | Perché ho riso stanotte? | 1819              | Inviata per lettera al fratello George e sua moglie Georgiana Augusta Wylie. Pubblicata per la prima volta nel 1848. |                      |
| Woman! when I behold thee flippant, vain | Donna, quando ti vedo frivola, vana, incostante                                                                                          | 1815 o 1816       | Pubblicata per la prima volta nel 1817. |                      |
| Women, Wine and Snuff (conosciuta anche come Give me women, wine, and snuff)                                                                                                  | Datemi bacco, tabacco e venere (le pubblicazioni italiane riportano come titolo il primo verso della poesia)                             | 1815 o 1816       | Vedi Give me women, wine, and snuff. |                      |
| Written in Disgust of Vulgar Superstition (conosciuta anche come Written on a Summer Evening)                                                                                 | Scritto in disgusto della volgare superstizione                                                                                          | 1816              | Pubblicata per la prima volta nel 1876. |                      |
| Written in the cottage where Burns was born (conosciuta anche come This mortal body of a thousand days)                                                                       | Questo corpo mortale d'un migliaio di giorni (le pubblicazioni italiane riportano come titolo il primo verso della poesia)               | 1818              | Vedi This mortal body of a thousand days. |                      |
| Written on a Blank Page of Shakespeare's Poems, facing a Lover's Complaint (conosciuta anche come Bright star, would I were steadfast as thou art)                            | Stella lucente, foss'io come te costante (le pubblicazioni italiane riportano come titolo il primo verso della poesia)                   | 1819              | Vedi Bright star, would I were steadfast as thou art. |                      |
| Written on the Blank Space at the end of Chaucer's Tale of "The Floure and the Lefe"                                                                                          | Come una piccola foresta è questa favola gentile (le pubblicazioni italiane riportano come titolo il primo verso della poesia)           | 1817              | Scritta in calce al sonetto The Floure and the Leaf (all'epoca attribuito a Geoffrey Chaucer) sulla copia The Poetical Works of Geoffry Chaucer appartenente a Charles Cowden Clarke. Pubblicata per la prima volta su The Examiner il 16 marzo 1817, venne poi raccolta nell'edizione del 1848. |                      |
| Written on a Summer Evening (conosciuta anche come Written in Disgust of Vulgar Superstition)                                                                                 | Scritto in disgusto della volgare superstizione (nelle pubblicazioni italiane la poesia è conosciuta col suo titolo alternativo)         | 1816              | Vedi Written in Disgust of Vulgar Superstition. |                      |
| Written on the Day that Mr. Leigh Hunt Left Prison | Scritto nel giorno in cui Leigh Hunt uscì di prigione                                                                                    | 1815              | Scritto il 2 febbraio 1815, in occasione della scarcerazione del poeta Leigh Hunt (all'epoca non ancora conosciuto personalmente da Keats), dopo aver passato due anni in prigione per aver scritto versi reazionari. Pubblicata per la prima volta nel 1817. |                      |
| Written upon the Top of Ben Nevis | Insegnami tutto, o Musa, e gridalo forte (le pubblicazioni italiane riportano come titolo il primo verso della poesia)                   | 1818              | Scritta sulla cima del monte Ben Nevis, durante il viaggio per il distretto dei laghi di Scozia che impegnò Keats dal 24 giugno all'8 agosto 1818, accompagnato dall'amico Charles Brown. Pubblicata per la prima volta sul Plymouth and Devenport Weekly Journal il 6 settembre 1838, venne poi raccolta nell'edizione del 1848. |                      |
| You say you love; but with a voice | Che mi ami tu lo dici, ma con una voce                                                                                                   | 1817 o 1818       | Secondo alcuni critici sarebbe stata scritta in seguito all'incontro con Isabella Jones, con cui Keats stringerà una relazione, e pertanto a lei dedicata. Pubblicata per la prima volta su T.L.S. il 16 aprile 1914 e venne poi raccolta nell'edizione del 1915. |                      |

## Epistole in versi
| Titolo originale | Titolo italiano | Anno | Note | Immagini manoscritto |
| --- | --- | ---- | --- | -------------------- |
| Epistle to Charles Cowden Clarke                                                                                                | A Charles Cowden Clarke                                                                                            | 1816 | Epistola in versi indirizzata all'amico Charles Cowden Clarke, figlio del maestro di Keats, a cui era legato da profonda amicizia. Pubblicata per la prima volta nel 1817. |                      |
| Epistle to George Felton Mathew                                                                                                 | A George Felton Mathew                                                                                             | 1815 | Epistola in versi scritta in risposta alla poesia dell'amico Mathew To a Poetical Friend e pubblicata sul The European Magazine. Pubblicata per la prima volta nel 1817.   |                      |
| Epistle to John Hamilton Reynolds (conosciuta anche come Dear Reynolds, as last night I lay in bed o To John Hamilton Reynolds) | Caro Reynolds, l'altra sera, a letto (le pubblicazioni italiane riportano come titolo il primo verso della poesia) | 1818 | Epistola in versi indirizzata all'amico John Hamilton Reynolds, all'epoca malato. Pubblicata per la prima volta, seppure priva degli ultimi quattro versi, nel 1848.       |                      |
| Epistle to My Brother George | A mio fratello George (epistola)                                                                                   | 1816 | Epistola in versi scritta durante una vacanza di due mesi a Margate dopo aver sostenuto gli esami in medicina il 25 luglio 1816. Pubblicata per la prima volta nel 1817.   |                      |

## Tentativi teatrali in versi
| Titolo originale                        | Titolo italiano  | Anno | Note | Immagini manoscritto |
| --------------------------------------- | ---------------- | ---- | --- | -------------------- |
| Otho The Great: a Tragedy, in Five Acts | Ottone il Grande | 1819 | Tragedia in cinque atti composta in collaborazione con l'amico Charles Brown e incentrata sulla figura di Ottone I di Sassonia, re di Germania e imperatore del Sacro Romano Impero nel X secolo d.C. |                      |
| King Stephen: a Dramatic Fragment       | Il re Stefano    | 1819 | Tragedia incentrata sulla figura del sovrano inglese Stefano d'Inghilterra (XII secolo) e rimasta incompiuta dopo appena le prime quattro scene del primo atto.                                       |                      |

## Curiosità
Tra le varie raccolte pubblicate negli anni alcune edizioni, tra cui The poetical works of John Keats, a cura di Harry Buxton Forman, dal 1883 al 1895, riportano anche un sonetto intitolato To George Keats. Written in sickness, erroneamente attribuito a Keats. La poesia, in realtà intitolata Addressed to my brother, venne scritta nel 1805 dalla poetessa anglo-irlandese Mary Tighe come parte della sua raccolta Psyche, with Other Poems. L'equivoco nacque dalla fonte su cui il curatore Forman basò le raccolte: un manoscritto contenente le poesie di Keats trascritte dal fratello George, tra cui questo sonetto, attribuito in buona fede a John. L'ipotesi più probabile è che Keats avesse letto la raccolta di poesie della Tighe (di cui era ammiratore) e, imbattutosi in quel sonetto, gli fosse piaciuto al punto da ricopiarlo su un foglio a parte, dando vita al malinteso. Una volta accertata l'estraneità di Keats con il sonetto, il curatore Forman lo fece cancellare dalle successive edizioni.

### Pubblicazioni avvenute in vita
- (EN) Poems, Londra, C. & J. Ollier, 1817. URL consultato il 19-7-2018.
- (EN) Endymion. A Poetic Romance, Londra, Taylor and Hassey, 1818. URL consultato il 19-7-2018.
- (EN) Lamia, Isabella, The Eve of St. Agnes, and Other Poems, Londra, Taylor and Hessey, 1820. URL consultato il 19-7-2018.

### Pubblicazioni postume

#### In lingua originale
- (EN) The poetical works of John Keats, in The poetical works of Coleridge, Shelley, and Keats, Parigi, A. & W. Galignani, 1829. URL consultato il 19-7-2018.
- (EN) Richard Monckton Milnes (a cura di), Life, Letters and Literary Remains of John Keats, 2 volumi, Londra, Edward Moxon, 1848. URL consultato il 19-7-2018.
- (EN) Richard Monckton Milnes (a cura di), Another Version of Keats's Hyperion, in Miscellanies of the Philobiblion Society III, Londra, Charles Whittingham, 1856. URL consultato il 19-7-2018.
- (EN) Richard Monckton Milnes (a cura di), The Poetical Works of John Keats, Londra, 1876.
- (EN) Harry Buxton Forman (a cura di), Letters of John Keats to Fanny Brawne, New York, Scribner, Armstrong & Co., 1878. URL consultato il 19-7-2018.
- (EN) Harry Buxton Forman (a cura di), The Poetical Works and Other Writings of John Keats, 4 volumi, Londra, Reeves & Turner, 1883. URL consultato il 19-7-2018.
- (EN) John Keats, The Poetical Works of John Keats, a cura di Harry Buxton Forman, Londra, Reeves & Turner, 1884. URL consultato il 19-7-2018.
- (EN) Harry Buxton Forman (a cura di), Poetry and Prose by John Keats: a book of fresh verses and new readings, Londra, Reeves & Turner, 1890. URL consultato il 19-7-2018.
- (EN) Harry Buxton Forman (a cura di), The Complete Works of John Keats, 5 volumi, Glasgow, Gowars & Gray, 1900. URL consultato il 19-7-2018.
- (EN) Ernest de Sélincourt (a cura di), The Poems of John Keats, New York, Dodd, Mead & Company, 1905. URL consultato il 19-7-2018.
- (EN) Harry Buxton Forman (a cura di), The Poetical Works of John Keats, Oxford, Clarendon press, 1906. URL consultato il 19-7-2018.
- (EN) Sidney Colvin (a cura di), The poems of John Keats, Londra, Chatto & Windus, 1915.
- (EN) Sidney Colvin (a cura di), John Keats; his life and poetry, his friends, critics and after-fame, New York, Charles Scribner's Sons, 1917.
- (EN) Amy Lowell, John Keats Volume II, 2 volumi, Boston e New York, Houghton Mifflin Company, 1925.
- (EN) Ernest de Sélincourt (a cura di), The poems of John Keats, Londra, Methuen, 1926.
- (EN) Maurice Buxton Forman (a cura di), The Letters of John Keats, 2 volumi, Oxford, 1931. URL consultato il 19-7-2018.
- (EN) John Middleton Murry, The Poem and Verses of John Keats, 1930.
- (EN) Maurice Buxton Forman (a cura di), J. Keats's Anatomical and Physiological Notebook, Oxford, 1935.
- (EN) Harry Buxton Forman (a cura di), The Poetical Works and Other Writings, 8 volumi, Oxford, 1938.
- (EN) Heathcote William Garrod (a cura di), The Poetical Works of John Keats, Londra, Oxford University Press, 1939.
- (EN) Heathcote William Garrod (a cura di), The Poetical Works of J. Keats, Oxford, Oxford University Press, 1956.
- (EN) Hyder Edward Rollins (a cura di), The Letters of John Keats, 1814-1821, Cambridge, Harvard University Press, 1958.
- (EN) Hyder Edward Rollins (a cura di), The Keats Circle: Letters and Papers. 1816-1879, Cambridge, Harvard University Press, 1965.
- (EN) Miriam Allott (a cura di), The Poems of John Keats, London, Longman Annotated English Poets, 1970.
- (EN) Robert Gittings (a cura di), Letters of John Keats; A New Selection, Oxford, Oxford Paperbacks, 1970.
- (EN) Robert Gittings (a cura di), The Odes of Keats and Their Earliest Known Manuscripts, London, Kent State University Press, 1970.
- (EN) John Barnard (a cura di), The Complete Poems, London, Harmondsworth, 1973.
- (EN) Jack Stillinger (a cura di), The Text of John Keats's Poems, Cambridge, Harvard University Press, 1974.
- (EN) Jack Stillinger (a cura di), The Poems of John Keats, Cambridge, Harvard University Press, 1978.
- (EN) Jack Stillinger (a cura di), Complete Poems, Cambridge, Harvard University Press, 1982, ISBN 0-674-15430-4.
- (EN) David Bromwich (a cura di), The Poems, Everyman's Library, 1992, ISBN 978-0-679-40553-5.
- (EN) Peter Washington, Keats: Poems, Everyman's Library, 1994, ISBN 978-0-679-43319-4.
- (EN) Edward Hirsch (a cura di), Complete Poems and Selected Letters of John Keats, Modern Library, 2001, ISBN 978-0-375-75669-6.
- (EN) John Barnard (a cura di), Selected Poems, Penguin Classics, 2007, ISBN 978-0-140-42447-8.
- (EN) John Barnard (a cura di), Brigth Star. Love letters and poems of John Keats to Fanny Brawne, Penguin Classics, 2009, ISBN 978-0-143-11774-2.
- (EN) John Barnard (a cura di), Selected Letters, Penguin Classics, 2015, ISBN 978-0-141-19279-6.

#### Traduzioni italiane
- Silvano Sabbadini (a cura di), Poesie, con un saggio di Jorge Luis Borges, Milano, Mondadori, 2006, ISBN 88-0453314-5.
- Nadia Fusini (a cura di), Lettere sulla poesia, Mondadori, 2014, ISBN 88-520-5798-6.